# Baicalasellus baicalensis
Baicalasellus baicalensis és una espècie de crustaci isòpode pertanyent a la família dels asèl·lids.

## Hàbitat i distribució geogràfica
És un endemisme del llac Baikal, el qual viu a 3-20 m de fondària sobre substrats pedregosos.